# Отрівілл (Північна Кароліна)
Отрівілл (англ. Autryville) — місто (англ. town) в США, в окрузі Сампсон штату Північна Кароліна. Населення — 167 осіб (2020).

## Географія
Отрівілл розташований за координатами 34°59′47″ пн. ш. 78°38′29″ зх. д. / 34.99639° пн. ш. 78.64139° зх. д. (34.996376, -78.641259).  За даними Бюро перепису населення США в 2010 році місто мало площу 1,34 км², уся площа — суходіл.

## Демографія
Згідно з переписом 2010 року, у місті мешкало 196 осіб у 91 домогосподарстві у складі 53 родин. Густота населення становила 146 осіб/км².  Було 118 помешкань (88/км²).
Расовий склад населення:
| - 88,3 % — білих - 4,1 % — чорних або афроамериканців - 2,0 % — корінних американців |

До двох чи більше рас належало 5,6 %. Частка іспаномовних становила 1,0 % від усіх жителів.
За віковим діапазоном населення розподілялося таким чином: 25,5 % — особи молодші 18 років, 51,5 % — особи у віці 18—64 років, 23,0 % — особи у віці 65 років та старші. Медіана віку мешканця становила 42,7 року. На 100 осіб жіночої статі у місті припадало 84,9 чоловіків;  на 100 жінок у віці від 18 років та старших — 84,8 чоловіків також старших 18 років.
За межею бідності перебувало 43,0 % осіб, у тому числі 76,4 % дітей у віці до 18 років та 35,3 % осіб у віці 65 років та старших.
Цивільне працевлаштоване населення становило 227 осіб. Основні галузі зайнятості: мистецтво, розваги та відпочинок — 36,6 %, сільське господарство, лісництво, риболовля — 26,0 %, освіта, охорона здоров'я та соціальна допомога — 10,1 %, виробництво — 7,9 %.